# كريم نصار
كريم نصار، لاعب كرة قدم كويتي سابق ووالد اللاعب السابق وليد نصار. لعب مع نادي القادسية الكويتي، وكان هداف كأس الأمير 1967/1968 برصيد 4 أهداف، كما لعب مع منتخب الكويت لكرة القدم.

## كأس الخليج 1972
سجل هدف في مرمى منتخب قطر لكرة القدم.